# Benedict Groeschel

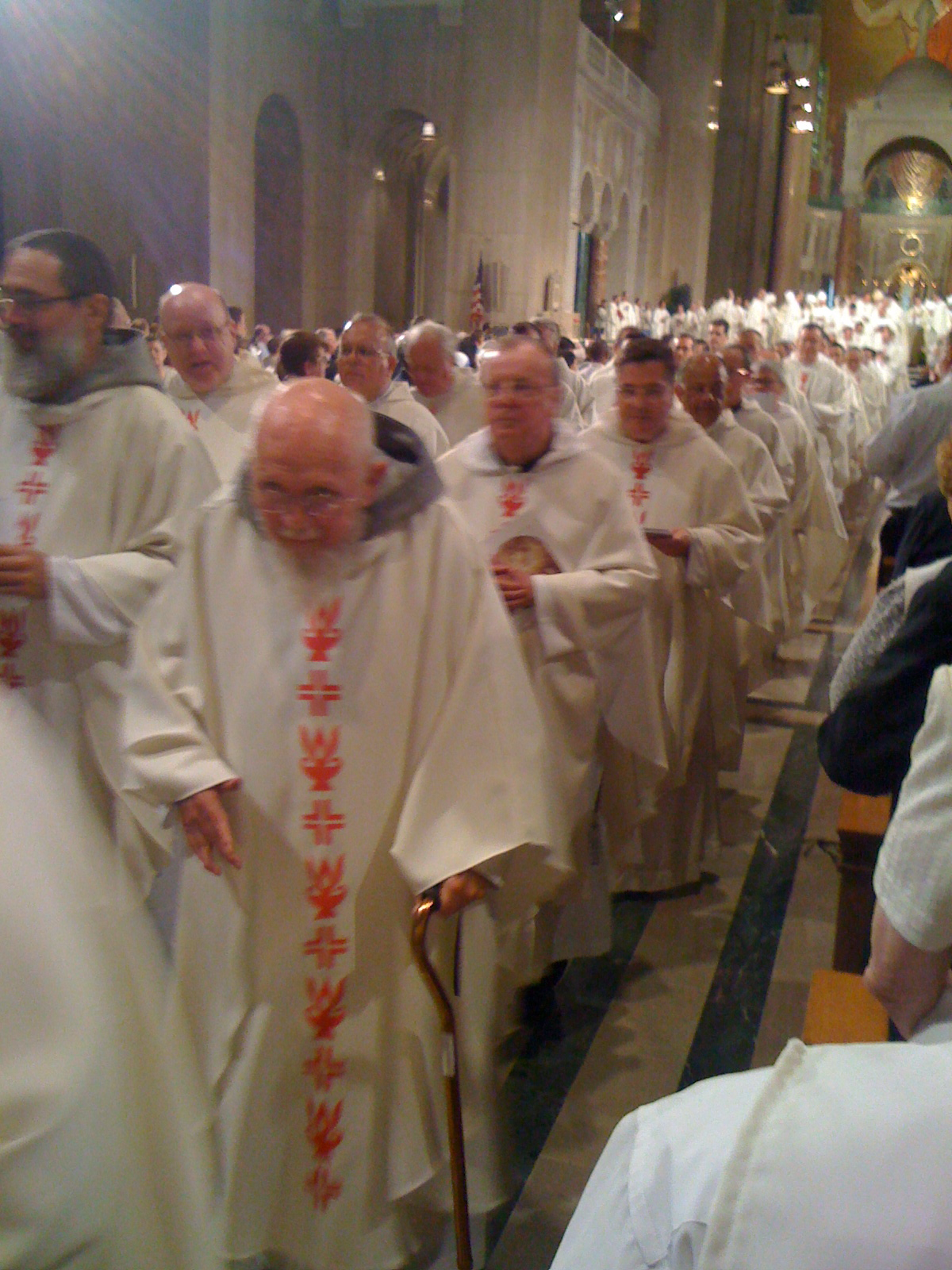
Benedict Groeschel (2009)

Benedict Joseph Groeschel CFR (* 23. Juli 1933 in Jersey City, New Jersey; † 3. Oktober 2014 in Totowa, New Jersey) war ein US-amerikanischer Ordenspriester, Psychologe, Exerzitienmeister, Autor und Fernsehmoderator.

## Leben
Geboren als Peitre Woodward Groeschel trat er 1951 in das Noviziat der Kapuziner ein. Im Jahr darauf legte er die zeitlichen Ordensgelübde ab und nahm den Ordensnamen Benedict Joseph (nach Benoît Joseph Labre) an. Nach den ewigen Gelübden im Jahr 1954 und den notwendigen philosophischen und theologischen Studien wurde er 1959 zum Priester geweiht. Er wirkte zunächst als Kaplan für das Children's Village, eine Einrichtung für emotional gestörte Kinder in Dobbs Ferry.
1964 absolvierte er auf dem Iona College den Master in Counseling. 1971 promovierte er an der Columbia University in Psychologie.
Seit 1965 arbeitete er im St. Joseph's Seminary in New York und unterrichtete außerdem an der Fordham University, am Iona College und am Maryknoll Seminary. Bis zu seinem Tod lehrte er als Professor für Pastoralpsychologie am St. Joseph's Seminary.
1967 gründete er das St. Francis House in Brooklyn für junge Männer, dessen Vorsitzender und Exekutivdirektor er bis zu seinem Tod war.
Auf Bitte von Terence Kardinal Cooke, dem Erzbischof von New York, gründete Groeschel 1974 das Trinity Retreat in Larchmont als Exerzitienhaus und zur geistlichen Begleitung von Klerikern. Er war bis zuletzt assoziierter Direktor dieses Hauses. Außerdem leitete er das Sekretariat für geistliche Entwicklung der Erzdiözese New York.
1984 ernannte ihn der Erzbischof von New York John Joseph Kardinal O’Connor zum Promotor des Heiligsprechungsverfahrens für den 1983 verstorbenen Kardinal Cooke.
1985 gründete er zusammen mit Christopher Bell die Good Counsel Homes für obdachlose schwangere Frauen und Kinder. Weitere soziale Einrichtungen, an denen Pater Groeschel beteiligt war, sind das Padre Pio Shelter, die St. Anthony Residence und das St. Francis Youth Center sowie das St. Benedict Joseph Medical Center in Honduras.
1987 verließen Pater Groeschel und sieben weitere Kapuziner ihre Ordensgemeinschaft und gründeten die Franziskaner der Erneuerung (CFR).
Im September 1998 führte er die Proteste vor dem Off-Broadway-Theater in New York City gegen die Produktion von Terrence McNallys Stück Corpus Christi an.
Im Jahr 2000 begann er als außerplanmäßiger Professor am Institute of Psychological Sciences in Arlington County Kurse über Stress, Psychologie und Glaube zu geben. Er lehrte außerdem an der Ave Maria University in Naples und war Mitglied der American Psychological Association.
2002 kritisierte er in seinem Buch „From Scandal to Hope“ die Zeitungen The Boston Globe, The New York Times und San Francisco Chronicle, weil sie in ihrer Berichterstattung über den sexuellen Missbrauch in der römisch-katholischen Kirche in einer vor- und pauschalverurteilenden, antikatholischen Weise berichtet hätten.

“Seldom in the history of journalism have I seen such virulent attacks on any institution that is supposed to receive fair treatment in the press.”

Am 11. Januar 2004 wurde er in Orlando von einem Auto angefahren und schwer verletzt und erlitt einige Tage später aufgrund eines Traumas einen schweren Herzinfarkt. Während er sich von den Verletzungen erholte, arbeitete er zusammen mit John Bishop an dem Buch There Are No Accidents: In All Things Trust in God.
Bereits am 24. Oktober 2004 startete er seine erste Livesendung auf Eternal Word Television Network (EWTN). Die wöchentliche Sendung Sunday Night Live with Father Benedict Groeschel bot eine Mischung aus Interviews, Beantwortung von Zuschauerfragen und Diskussion über geistliche und soziale Themen aus dem katholischen Glauben. Ende 2004 nahm er auch seine normalen Predigt- und Exerzitientätigkeiten wieder auf.
Im April 2005 kritisierte er die seiner Auffassung nach antikatholische Berichterstattung vieler US-Medien gegen den neuen Papst Benedikt XVI., weil sie dessen Biographie während des Zweiten Weltkriegs verzerrt oder falsch darstellten.
Pater Groeschel verfasste mehr als 30 Bücher und nahm mehr als 100 Audio- und Video-Serien auf. In einigen katholischen Zeitschriften veröffentlichte er monatliche Kolumnen sowie eine wöchentliche Meditation auf der Homepage des Oratory of Divine Love.
2012 äußerte sich Groeschel in einem Interview mit dem National Catholic Register zum Thema sexueller Missbrauch Jugendlicher durch katholische Priester:

“Suppose you have a man having a nervous breakdown, and a youngster comes after him. A lot of the cases, the youngster — 14, 16, 18 — is the seducer.”

„Nehmen wir an, dass ein Mann einen Nervenzusammenbruch hat und ein Jugendlicher nähert sich ihm. In einer Vielzahl der Fälle ist der Jugendliche – 14, 16, 18 – der Verführer.“

Später gab er folgende Entschuldigung ab:

“I apologize for my comments. I did not intend to blame the victim. A priest (or anyone else) who abuses a minor is always wrong and is always responsible. My mind and my way of expressing myself are not as clear as they used to be. I have spent my life trying to help others the best that I could. I deeply regret any harm I have caused to anyone.”

„Ich entschuldige mich für meine Kommentare. Ich wollte die Opfer nicht anklagen. Ein Priester (wie jeder andere auch), der einen Minderjährigen belästigt, ist jedes Mal im Unrecht und immer verantwortlich. Mein Verstand und meine Ausdrucksweise waren nicht so klar, wie sie früher einmal waren. Ich habe mein Leben damit verbracht, anderen so gut wie möglich zu helfen. Ich bedauere zutiefst, andere verletzt zu haben.“

Die Franziskaner der Erneuerung entschuldigten sich ebenfalls für seine Bemerkungen und betonten, dass diese nicht seinem Charakter entsprächen und sowohl auf das Siechtum, unter dem Groeschel seit dem Unfall 2004 leide, als auch auf einen kürzlichen Herzinfarkt zurückzuführen seien. Gesundheit, Gedächtnis und kognitive Fähigkeiten ließen ihn seit mehreren Monaten im Stich.

## Schriften
- Listening at Prayer, 1984, ISBN 978-0-8091-2582-1.
- The courage to be chaste. 1985, ISBN 978-0-8091-2705-4.
- Stumbling blocks or stepping stones. 1987, ISBN 978-0-8091-2896-9.
- The Reform of Renewal. 1990, ISBN 978-0-89870-286-6.
- Still Small Voice: A Practical Guide on Reported Revelations. 1993, ISBN 978-0-89870-436-5.
- Arise From Darkness: What to Do When Life Doesn't Make Sense. 1995, ISBN 978-0-89870-525-6.
- From Scandal to Hope. 2002, ISBN 978-1-931709-69-9.
- The Cross at Ground Zero. 2002, ISBN 978-1-931709-30-9.
- Rosary: The Chain of Hope. 2003, ISBN 978-0-89870-983-4.
- There Are No Accidents: In All Things Trust in God. 2004, ISBN 978-1-59276-120-3.
- Praying To Our Lord Jesus Christ: Prayers and Meditations Through the Centuries, 2004, ISBN 978-1-58617-041-7.
- Why Do We Believe? 2005, ISBN 978-1-59276-049-7.
- A Drama of Reform. 2005, ISBN 978-1-58617-114-8.
- The Virtue Driven Life. 2006, ISBN 978-1-59276-265-1.
- Question and Answers About Your Journey to God. 2007, ISBN 978-1-59276-333-7.
- The Tears of God. 2008, ISBN 978-1-58617-289-3.